# کت‌شلواری‌ها
کت‌شلواری‌ها یا وکلا (به انگلیسی: Suits) یک سریال تلویزیونی درام حقوقی آمریکایی است که در ۱۳۴ قسمت ۴۲ دقیقه‌ای توسط آرون کورش ساخته شد. این سریال از ۲۳ ژوئن ۲۰۱۱ تا ۲۵ سپتامبر ۲۰۱۹ از طریق شبکه USA Network پخش شد. داستان این سریال حول یک مؤسسهٔ حقوقی در نیویورک و وکلای شاغل در آن است.

## خلاصه داستان
جوان نابغه‌ای به نام مایک راس (پاتریک جی. آدامز)که دانشجوی اخراجی دانشگاه هاروارد است برای گذران زندگی اش مجبور به فروش مواد می‌شود. در زمان انجام معامله متوجه حضور پلیس می‌شود و در حین فرار، خود را در مکان مصاحبه برای دستیاری یکی از وکلای بزرگ نیویورک هاروی اسپکتر (گابریل مکت) می‌یابد.
هاروی که تا به حال تنها کار کرده قصد دارد برای اولین بار دستیار استخدام کند. مایک او را تحت تأثیر نبوغ و استعداد خود قرار می‌دهد و هاروی با وجود اینکه می‌داند مدرک تحصیلی ندارد او را استخدام می‌کند و...اما چند سال بعد پلیس بخاطر نداشتن مدرک تحصیلی دستگیری می‌کند وبه زندان می‌رود اما هاروی ان را از زندان بیرون میارد.

## بازیگران و شخصیت‌ها
هاروی اسپکتر (گابریل مکت) : او فردی باهوش، شوخ‌طبع، مغرور و وکیلی مشهور و موفق است. در ابتدا فردی عاری از هرگونه اخلاقیات به نظر می‌رسد که برای رسیدن به پیروزی همه کار می‌کند اما با گذشت چند اپیزود درمی یابیم که فردی متعهد است و برای خودش خط قرمزهایی دارد.
مایک راس (پاتریک جی. آدامز) : نابغه‌ای اخلاق‌گرا و خوش قلب است که به دیگران اهمیت می‌دهد. در کودکی پدر و مادرش را در تصادف ماشین از دست داده و از آن پس با مادربزرگش زندگی کرده است. او پس از پذیرش در هاروارد به دلیل مشکل مالی مجبور شده به کمک دوستش سوالات امتحان را بدزدد و پس از گیر افتادن از هاروارد اخراج شده است. روزگار خود را با کار به عنوان پیک موتوری می‌گذراند تا اینکه با نبوغ و حافظه تصویری اش هاروی را تحت تأثیر قرار می‌دهد و به عنوان دستیارش استخدام می‌شود.
جسیکا پیرسون (جینا تورس) : رئیس مقتدر شرکت پیرسون هاردمن و استاد هاروی است.
لوییس لیت (ریک هافمن) : او دوست، دشمن و رقیب هاروی است! در ابتدا فردی سنگدل و نفوذناپذیر به نظر می‌رسد اما با گذشت زمان در می‌یابیم که بسیار احساساتی و حساس است تا جایی که گاهی تحت تأثیر احساساتش رفتارهای احمقانه از او سر می‌زند
دانا پالسون (سارا رافرتی) : منشی و دوست نزدیک هاروی، او زنی خوش صحبت و باهوش و منشی حقوقی کاربلد و بسیار ماهر است که در هر شرایطی به کمک شخصیت‌های دیگر می‌آید. در سریال به گونه‌ای جا افتاده که او همه چیز را می‌داند!
ریچل زین (مگان مارکل) : دستیار حقوقی ماهر در شرکت پیرسون هاردمن است که تلاش می‌کند در آزمون ورودی وکالت قبول شود. او با مایک وارد رابطه می‌شود.

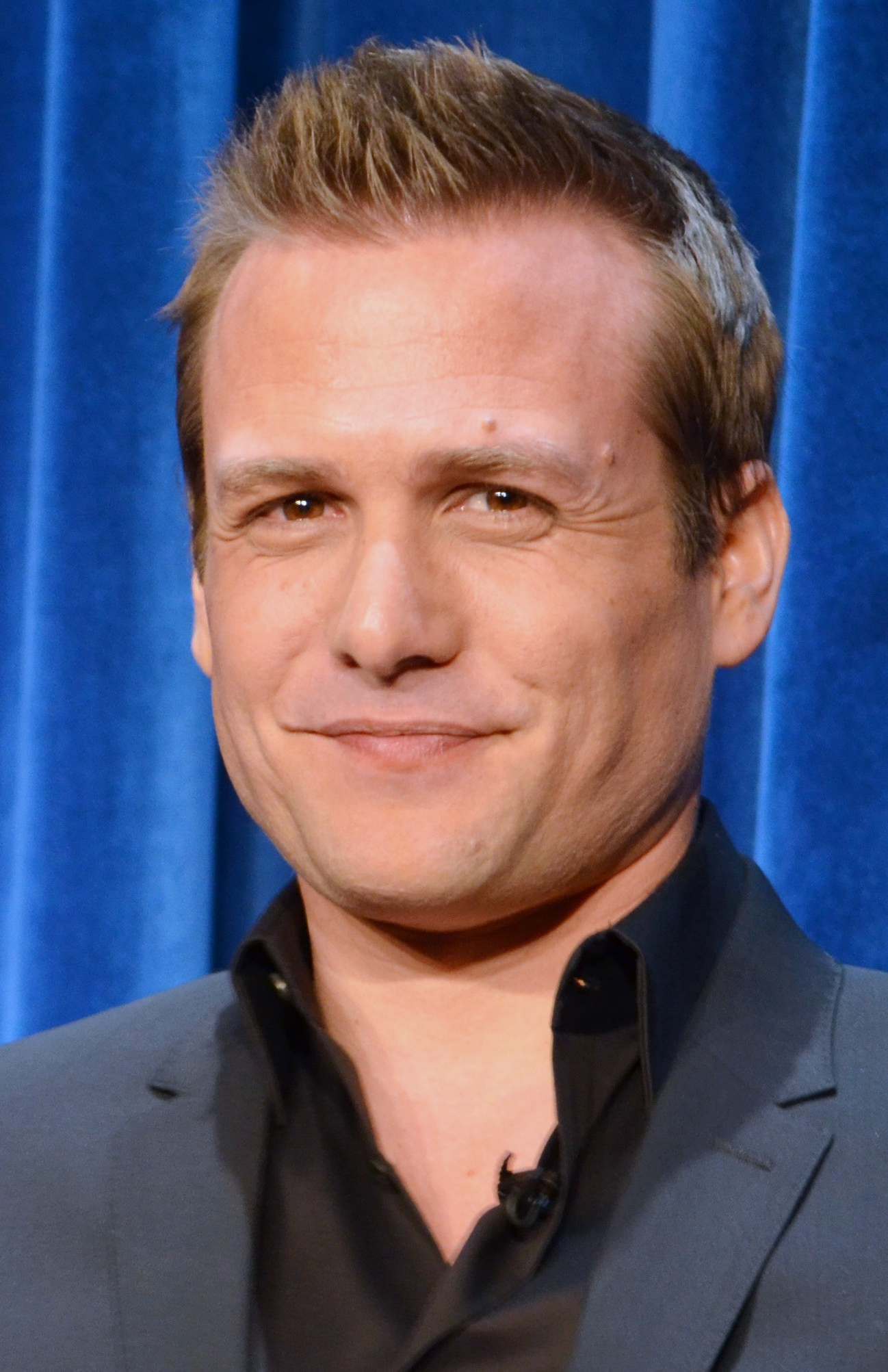
گابریل مکت در نقش هاروی اسپکتر.
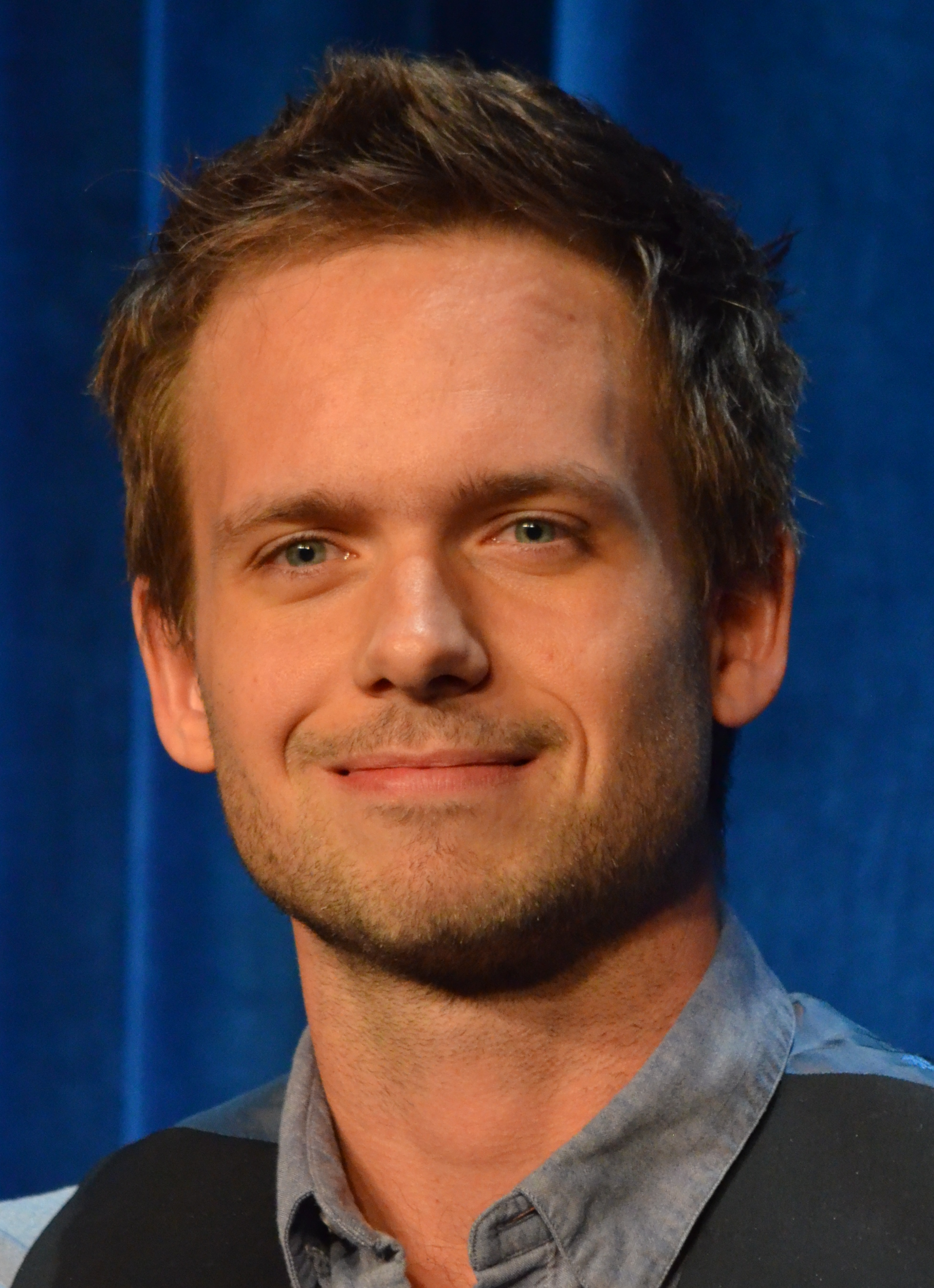
پاتریک جی. آدامز در نقش مایک راس.
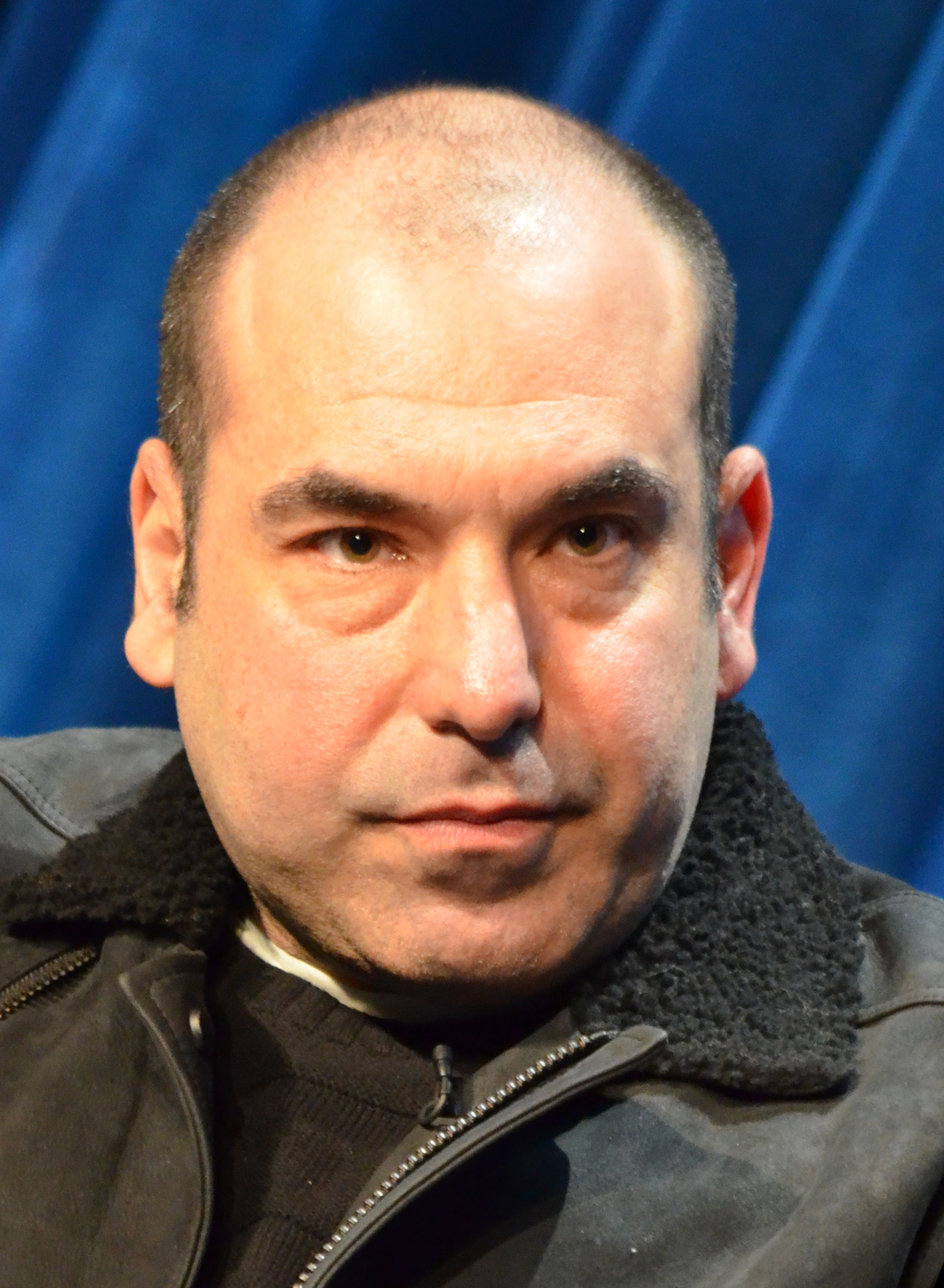
ریک هافمن در نقش لوییس لیت.
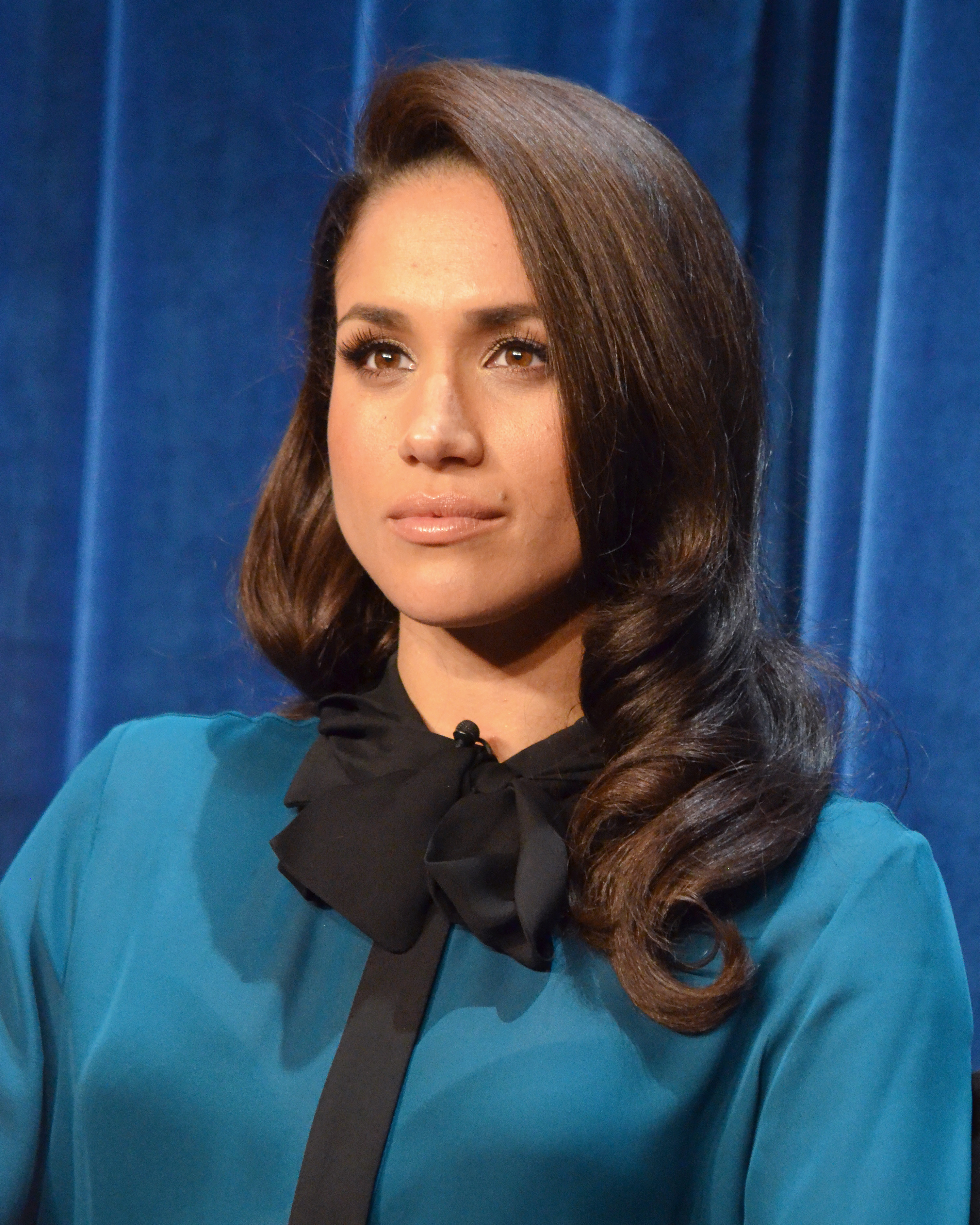
مگان مارکل در نقش ریچل زین
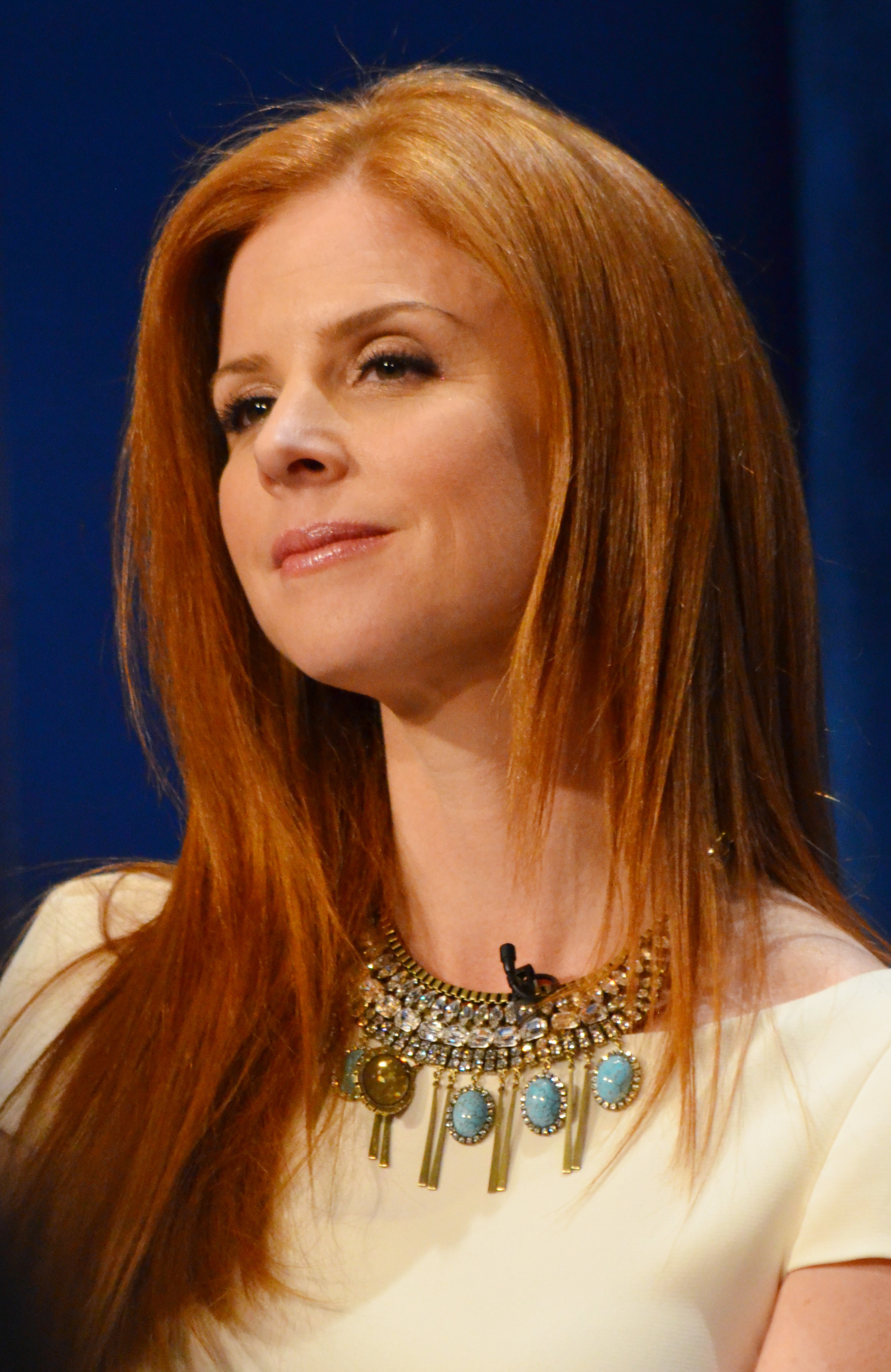
سارا رافرتی در نقش دانا پالسون
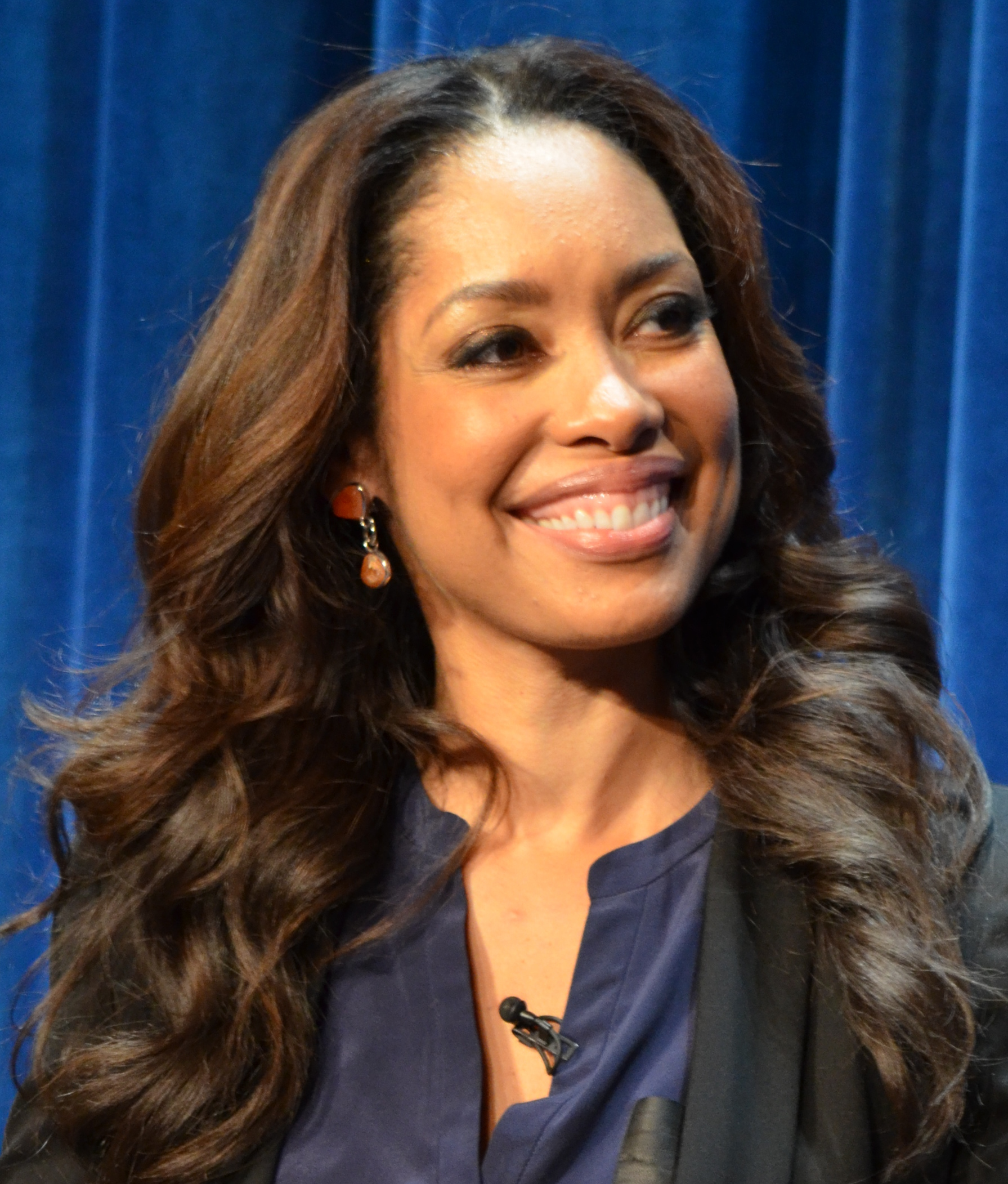
جینا تورس در نقش جسیکا پیرسون

## مرور کلی سریال
| فصل | قسمت‌ها | قسمت‌ها | تاریخ اصلی روی آنتن رفتن | تاریخ اصلی روی آنتن رفتن |
| فصل | قسمت‌ها | قسمت‌ها | اولین بار                | آخرین بار                |
| --- | ------ | ------ | ------------------------ | ------------------------ |
| ۱   | ۱۲     | ۱۲     | ۲۳ ژوئن ۲۰۱۱             | ۸ سپتامبر ۲۰۱۱           |
| ۲   | ۱۶     | ۱۶     | ۱۴ ژوئن ۲۰۱۲             | ۲۱ فوریه ۲۰۱۳            |
| ۳   | ۱۶     | ۱۶     | ۱۶ ژوئیه ۲۰۱۳            | ۱۰ آوریل ۲۰۱۴            |
| ۴   | ۱۶     | ۱۶     | ۱۱ ژوئن ۲۰۱۴             | ۴ مارس ۲۰۱۵              |
| ۵   | ۱۶     | ۱۶     | ۲۴ ژوئن ۲۰۱۵             | ۲ مارس ۲۰۱۶              |
| ۶   | ۱۶     | ۱۶     | ۱۳ ژوئیه ۲۰۱۶            | ۱ مارس ۲۰۱۷              |
| ۷   | ۱۶     | ۱۶     | ۱۲ ژوئیه ۲۰۱۷            | ۲۵ آوریل ۲۰۱۸            |
| ۸   | ۱۶     | ۱۶     | ۱۸ ژوئیه ۲۰۱۸            | ۲۷ فوریه ۲۰۱۹            |
| ۹   | ۱۰     | ۱۰     | ۱۷ ژوئیه ۲۰۱۹            | ۲۵ سپتامبر ۲۰۱۹          |